# Катерина Шулаєва
Катерина Шулаєва (англ. Ekaterina Shulaeva; нар. 30 травня 1987, Кишинів) — колишня канадська тенісистка.
Найвищу одиночну позицію світового рейтингу — 253 місце досягла 25 лютого 2008, парну — 339 місце — 17 грудня 2007 року.
Здобула 1 парний титул туру ITF.
Завершила кар'єру 2017 року.

## Фінали ITF
| Легенда         |
| --------------- |
| турніри $25,000 |
| турніри $10,000 |

### Одиночний розряд (0–1)
| Результат | Дата           | Турнір                 | Покриття | Суперниця          | Рахунок       |
| --------- | -------------- | ---------------------- | -------- | ------------------ | ------------- |
| Поразка   | 10 лютого 2008 | Калі (місто), Колумбія | Ґрунт    | Матільда Йоганссон | 6–3, 0–6, 1–6 |

### Парний розряд (1–0)
| Результат | Дата          | Турнір              | Покриття | Партнерка          | Суперниці                               | Рахунок  |
| --------- | ------------- | ------------------- | -------- | ------------------ | --------------------------------------- | -------- |
| Перемога  | 6 червня 2010 | Сан-Паулу, Бразилія | Ґрунт    | Роксане Вайзенберг | Фернанда Фарія Паула Крістіна Гонсалвеш | 6–3, 6–3 |

## Участь у юніорському Кубку Федерації

### Одиночний розряд (6–0)
| W/L | Рік  | Ранг | Дата            | Місце                     | Супротивник     | Покриття | Суперниця          | Рахунок       |
| --- | ---- | ---- | --------------- | ------------------------- | --------------- | -------- | ------------------ | ------------- |
| W   | 2002 | 1.   | 13 вересня 2002 | Ла-Боль-Ескублак, Франція | Бразилія        | Ґрунт    | Patricia Coimbra   | 6–4, 7–6(7–5) |
| W   | 2002 | 2.   | 14 вересня 2002 | Ла-Боль-Ескублак, Франція | Сполучені Штати | Ґрунт    | Різа Заламеда      | 6–3, 6–3      |
| W   | 2003 | 3.   | 16 вересня 2003 | Ессен, Німеччина          | Росія           | Ґрунт    | Катерина Кір'янова | 6–2, 3–6, 6–3 |
| W   | 2003 | 4.   | 17 вересня 2003 | Ессен, Німеччина          | Таїланд         | Ґрунт    | Нудніда Луангам    | 6–4, 6–0      |
| W   | 2003 | 5.   | 19 вересня 2003 | Ессен, Німеччина          | Ізраїль         | Ґрунт    | Ефрат Злотікамін   | 6–1, 6–3      |
| W   | 2003 | 6.   | 21 вересня 2003 | Ессен, Німеччина          | Нідерланди      | Ґрунт    | Бібіана Схофс      | 6–1, 6–3      |

### Парний розряд (3–2)
| W/L | Рік  | Ранг | Дата            | Місце                     | Супротивник     | Покриття | Партнерка         | Суперниці                             | Рахунок  |
| --- | ---- | ---- | --------------- | ------------------------- | --------------- | -------- | ----------------- | ------------------------------------- | -------- |
| L   | 2002 | 1.   | 10 вересня 2002 | Ла-Боль-Ескублак, Франція | Франція         | Ґрунт    | Александра Возняк | Александра Селлем Шарлен Ваннест      | 3–6, 2–6 |
| W   | 2002 | 2.   | 13 вересня 2002 | Ла-Боль-Ескублак, Франція | Бразилія        | Ґрунт    | Александра Возняк | Патрісія Коїмбра Бруна Паес           | 6–2, 6–4 |
| W   | 2002 | 3.   | 14 вересня 2002 | Ла-Боль-Ескублак, Франція | Сполучені Штати | Ґрунт    | Александра Возняк | Вітні Дісон Різа Заламеда             | 6–3, 6–1 |
| L   | 2003 | 4.   | 16 вересня 2003 | Ессен, Німеччина          | Росія           | Ґрунт    | Катаріна Зоричич  | Катерина Космінська Катерина Макарова | 3–6, 3–6 |
| W   | 2003 | 5.   | 18 вересня 2003 | Ессен, Німеччина          | Бразилія        | Ґрунт    | Катаріна Зоричич  | Бруна Кунья Бруна Паес                | 6–0, 6–3 |